# Йозеф Туранець
Йозеф Туранець (словац. Jozef Turanec, *7 березня 1892, Сучани — †9 березня 1957, Леопольдов) — словацький військовий діяч, бригадний генерал періоду Першої Словацької республіки. Учасник Другої Світової війни, по завершенні якої засуджений, помер у чехословацькій в'язниці.

## Рання біографія
Народився у словацькому селі Сучани поблизу Мартіна, що входило до складу Австро-Угорщини. Закінчив школу у Ружомбероку. Пізніше здобував освіту на юридичному факультеті Університету Коменського у Братиславі.
Військову кар'єру почав в австро-угорському війську у 1913, служив у складі 71-го піхотного полку у Тренчині. У складі цього ж полку брав участь у Першій Світовій війні, воював на східному фронті. Закінчив курси кулеметників, з серпня 1915 року командував кулеметною ротою. Закінчив війну у чині надпоручника.

## Чехословаччина
Після розпаду Австро-Угорщини та створення Чехословаччини був прийнятий на службу до чехословацького війська, де командував ротою, а згодом батальйоном. Брав участь у Чехословацько-угорській війні 1919 року. У 1923—1927 був прикомандированим до Військової академії, де викладав угорську мову.
Згодом закінчив артилерійську школу, служив командиром батареї у Жиліні. 1937 року отримав чин майора. Після рішення Віденського арбітражу про передачу частини чехословацьких земель Угорщині брав участь в роботі міжурядової комісії з делімітації чехословацько-угорського кордону.

## Перша Словацька республіка
З утворенням Першої Словацької республіки брав активну участь в побудові незалежної словацької армії, зокрема керував створенням артилерійських частин. Займав пронімецьку позицію, був політичним прихільником авторитарного курсу президента Словаччини Йозефа Тисо. З травня 1939 року — підполковник, з січня 1940 — полковник. 15 вересня 1940 був призначений командувачем 1-ї дивізії, розташованої у Тренчині.
Після нападу Нацистської Німеччини на СРСР у червні 1941 року Словацька республіка, як союзник Німеччини, відрядила на Східний фронт експедиційну армійську групу під командуванням Фердинанда Чатлоша, яка наступала на територію СРСР у складі Групи армій «Південь» і до складу якої входила дивізія Туранця. Її було переформавано у так звану Швидку дивізію, до якої увійшли найбоєздатніші підрозділи словацького війська, і вона брала участь в боях під Києвом у вересні 1941 року. Після невиликої перерви Туранець знову командував цим підрозділом, який у складі 1-ї німецької танкової армії просувався у напрямку Кавказу. Залишив фронт у вересні 1942 року через погіршання стану здоров'я та повернувся до Словаччини.
З 1 січня 1944 року — командувач сухопутними військами Словаччини, керував операціями проти радянських партизанських загонів, що почали активно діяти на словацькій території з квітня 1944 року.
29 серпня 1944 року, у день початку Словацького національного повстання перебував у Банській Бистриці, що стала центром повстання. Того ж дня був заарештований за наказом військового керівника повстання Яна Голіана. Пізніше, разом з іншим полоненим словацьким генералом, міністром оборони країни Фердинандом Чатлошом, був доправлений до СРСР.

## Останні роки
1947 року Радянський Союз повернув Йозефа Туранця на батьківщину, де чехословацький народний суд засудив його до смертної кари. Однак згодом вирок суду був переглянутий та замінений 30 роками ув'язнення. Відбував покарання у Леопольдівській в'язниці, де й помер 9 березня 1957 року у 65-річному віці.

## Нагороди[1]
- Чехословацький воєнний хрест 1914—1918 (1919)
- Медаль «За хоробрість»
  - Бронзова (14 березня 1940)
  - Срібна (1943)
  - Золота (26 березня 1943)
- Хрест «За заслуги в обороні країни» (14 березня 1940)
- Словацький хрест Великої війни 1914—1918 1-го класу (15 липня 1941)
- Орден Заслуг німецького орла 2-го класу (21 серпня 1941)
- Залізний хрест
  - 2-го класу (5 листопада 1941)
  - 1-го класу
- Орден Хреста Перемоги
  - 3-го класу (25 листопада 1941)
  - 2-го класу (26 липня 1942)
  - 1-го класу із зіркою (1944)
- Офіцер ордена Корони Румунії з мечами (10 березня 1942)
- Лицарський хрест Залізного хреста (7 серпня 1942)
- Орден Корони Короля Звоніміра 1-го класу з мечами (Хорватія) (1943)